# Nahankhuotana
Nahankhuotana (Nahankhuotane, Cow Creek; pl. Cow Creeks) je banda Umpqua Indijanaca s Cow Creeka u jugozapadnom Oregonu, etnički pripadaju porodici Athapaskan, ali su jezično možda bili takelmizirani od Takelma.. 
Otkrićem zlata u Kaliforniji dolazi ranih 1850-ih do Rogue River-ratova nakon kojih Nahankhuotana prepuštaju svoju zemlju SAD-u u zamjenu za $12 000, odnosno za 2.3 centa po akri, nakon čega government istu zemlju prodaje naseljenicima za $1.25 po akri. Ostaci Indijanaca prebačeni su na rezervat Rogue River, koji se nalazi 150 kilometara sjeverno od njihovog teritorija gdje ih je preostalo 23 (1906.).
Od 1904. godine 80 % rezervatske zemlje revertira se državnom vlasništvu i otvara za naseljavanje ne-indijanskom stanovništvu. Godine 1954. SAD opovrgava postojanje Indijanaca u zapadnom Oregonu i pleme se zatire. Do poboljšanja situacije dolazi 1980.-tih godina kada Nahankhuotana dobivaju sudske postupke i odštetu za zemlju koju su izgubili ugovorom iz 1853.
Godine 1982. pleme se ponovno obnavlja i preko Bureau of Indian Affairs (Ureda za indijanske poslove) ulazi u formalne odnose sa SAD-om, a 1984. dobivaju i odštetu od $1.3 milijuna. 

## Vanjske poveznice
- Cow Creek Band of Umpqua Indians  Arhivirana inačica izvorne stranice od 21. lipnja 2006. (Wayback Machine)